# Японский анчоус
Япо́нский анчо́ус (лат. Engraulis japonicus) — вид лучепёрых рыб семейства анчоусовых. Обитает в умеренных водах Тихого океана между  49° с. ш. и 2° с. ш. и между 105° в. д. и 160° в. д. Встречается на глубине до 420 м. Достигает длины 18 см. Является объектом коммерческого промысла. 

## Ареал
Обитает вдоль азиатского побережья Тихого океана, на юге Охотского моря, широко распространён в Японском, Жёлтом и Восточно-Китайском морях, а также у тихоокеанского побережья Японии. Обычно держится в поверхностных слоях воды.

## Описание
Внешне почти не отличается от европейского анчоуса. Тело вытянутое, умеренно высокое, высота в 4—5 раз меньше длины, сжато с боков и покрыто циклоидной чешуёй, голова голая. Рыло короткое, притуплённое и округлое, составляет 2/3 диаметра глаза, который равен 6,9—7,1 % длины тела.  Голова небольшая. В спинном и анальном плавниках первые три луча мягкие и неветвистые. На нижней челюсти имеются мелкие зубы, выстроенные в 1 ряд. Жаберные тычинки тонкие, немногочисленные. Боковая линия отсутствует, на голове имеются развитые сейсмосенсорные каналы. Плавники лишены колючих лучей. Хвостовой плавник выемчатый. Рот крупный, полунижний; задний конец длинной и тонкой верхнечелюстной кости заходит за край предкрышки. Чешуя легко опадает. Ротовое отверстие очень широкое. Крупные глаза расположены близко к концу рыла и покрыты снаружи прозрачной кожной плёнкой. 
В спинном плавнике 12—14 лучей; в анальном 13—18; в грудных 12—14, в брюшных 6; жаберных тычинок на нижней части 1-й дуге (17—18)+(18—25).  
Максимальная длина 18 см. Средняя длина не превышает 14 см.

## Биология
Максимальная продолжительность жизни 4 года.
Морской, пелагически-неретический, океанодромный вид.  Образует большие стаи.  Зимой нерестится в южных районах (островов Кюсю, Сикоку). Наиболее интенсивный нерест происходит осенью и весной вдоль Тихоокеанского побережья острова Хонсю. Летом японский анчоус размножается у побережья Кореи, заливе Петра Великого и у Япономорского побережья острова Хонсю. Нерест происходит при температуре 17—19 °С. Плодовитость колеблется от 8,5 до 100 тыс. икринок. Икра пелагическая, прозрачные икринки диаметром 1,4 х 0,6 мм имеют форму эллипса с сегментированным желтком. Через 30 ч после оплодотворения икры при температуре воды 20—25 °С и через 48 ч при температуре 18 °С вылупляются предличинки длиной 3,2—3,6 мм. Через 1—2 мес их длина достигает 25—40 мм. Длина годовалого анчоуса составляет около 11 см, двухлетнего — 14 см, трёхлетнего — 15 см; масса анчоуса из промысловых уловов 15—42 г.
Японский анчоус является планктонофагом. Основу рациона молоди составляют фитопланктон, науплии копепод, личинки моллюсков. Взрослые особи питаются зоопланктоном, икринками и личинками рыб, в том числе собственного вида.
Японские анчоусы совершают регулярные сезонные миграции с юга на север в районы нагула; миграционные пути пролегают на юг вдоль побережий материков и островов. В воды Приморья, в залив Петра Великого анчоус приходит в мае — июне и остаётся до декабря. Приход зависит от гидрологического режима и состояния запасов.

## Взаимодействие с человеком
Основной его вылов ведётся в водах Китая (пролив Бохай), Японии (у тихоокеанского побережья острова Хонсю и во Внутреннем Японском море) и Южной Кореи. В Японии и Корее анчоусы традиционно занимают заметную роль в морской кухне.
| Год                   | 2005 | 2006 | 2007 | 2008 | 2009 | 2010 | 2011 | 2012 | 2013 | 2014 | 2015 | 2016 |
| Мировые уловы, тыс. т | 1487 | 1514 | 1396 | 1270 | 1073 | 1204 | 1326 | 1296 | 1329 | 1396 | 1336 | 1305 |